# هيو إدواردز (صحفي)
هيو إدواردز (بالإنجليزية: Hugh Edwards)‏ هو صحفي وكاتب ومصور أسترالي، ولد في 1933.